# Hunter Mickelson
Hunter Mickelson (ur. 5 marca 1992 w Jonesboro) – amerykański koszykarz grający na pozycjach silnego skrzydłowego lub środkowego, obecnie zawodnik Mmcite1 Basket Brno.
19 października 2018 został zawodnikiem Legii Warszawa. 11 września 2018 dołączył do łotewskiego Avis Utilitas Rapla.
9 września 2019 zawarł umowę z urugwajskim Malvin Montevideo. 23 sierpnia został zawodnikiem czeskiego Mmcite1 Basket Brno.

## Osiągnięcia
Stan na 9 września 2019, na podstawie, o ile nie zaznaczono inaczej.
NCAA
- Uczestnik rozgrywek:
  - Elite 8 turnieju NCAA (2016)
  - turnieju NCAA (2015, 2016)
- Mistrz:
  - turnieju konferencji Big 12 (2016)
  - sezonu zasadniczego Big 12 (2015, 2016)

Indywidualne
- Zaliczony do*:
  - I składu zawodników zagranicznych ligi łotewsko-estońskiej (2019)[3]
  - honorable mention ligi łotewsko-estońskiej (2019)[3]

Reprezentacja
- Mistrz uniwersjady (2015)